# الضلعة
الضلعة بلدية بولاية أم البواقي تأسست سنة 1952 وكان مقرها رأس الزبار، ثم تحول المقر إلى الضلعة وثبت المقر سنة 1957 .

## الموقع
تقع بلدية الضلعة في الجنوب الشرقي لولاية أم البواقي , يحدها من الشمال بلدية مسكيانة , غربا بلديتي عين البيضاء وفكرينة , جنوبا الحدود الولائية لولاية خنشلة، أما شرقا الحدود الولائية لولاية تبسة (بلدية قريقر).
بطاقـــة تقنيـــة للبلديـــة
التعريف بالبلدية:
- أنشئت بلدية الضلعة سنة 1957 تقع بلدية الضلعة في الجنوب الشرقي لولاية أم البواقي ، يحدها من الشمال بلدية مسكيانة ، غربا بلديتي عين البيضاء و فكرينة، جنوبا الحدود الولائية لولاية خنشلة (بلدية عين الطويلة ) أما شرقا الحدود الولائية لولاية تبسة (بلدية قريقر )
	كما تقدر مساحة بلدية الضلعة بـ: 202 كلم² أي ما يعادل 20200 هكتار.
- التضاريس:

- تنتمي منطقة الضلعة إلى قسم الهضاب العليا للمنطقة القسنطينية بصفة عامة حيث تشكل السهول نسبة 80% من الأراضي محاطة من جهة الشمال الغربي إلى الجنوب الشرقي شكل من الجبال التي عليها اسم الفجوج
•	1119م جبل الفجاج، 1095م جبل العرضي، 1123م جبل الظهري.
- المناخ:

- تمتاز المنطقة بمناخ قاري، بارد وممطر شتاء، حار وجاف صيفا، حيث يقدر المتوسط الشتوي لنزول الأمطار بـ: 250مم إلى 350مم كما أن معدل الحرارة يتراوح ما بين 18° إلى 40° صيفا ومن الدرجة 0 إلى 18° شتاء الشيء الذي يبين جليا التقلبات الجوية (طقس غير معتدل) حيث يسيطر عاملي الجليد والرياح الغربية على بعض المنتوجات الزراعية.
- الهيدرولوجية والهيدروجيولوجية:

- هيدرولوجية بلدية الضلعة تتمثل في العديد من الجداول الجارية التي تجتاز البلدية من كل الاتجاهات وتصب جميعها في القسم الأوسط لواد مسكيانة والتدفق يكون من الجنوب الغربي إلى الشمال الشرقي، شريطه عرضي باتجاه القسم الشمالي للبلدية.
- المجاري المائية المعتبرة الموجودة بالبلدية:
01)- واد لكمين.
02)- واد قرقوب.
03)- واد الرفراف.
مع العلم أن جميعها تصب في واد ملاق.
- السكان:

- يغلب على المنطقة الطابع الريفي ويظهر هذا من توزيع السكان حيث أن النسبة الكبيرة تتوزع على الأرياف لعامل الفلاحة، ويبين ذلك في الإحصائيات الموالية والتي أخذت حسب التعداد العام للسكن والسكان
سنة 2008 وهو 11439 نسمة.
- التشغيل:

- عقود إدماج حاملي الشهادات (PID): 31 مستفيد.
- عقود إدماج الإطارات (CID): 37 مستفيد.
- عقود إدماج وتمهين (CIP): 59 مستفيد.
- عقود الإدماج المهني (CFI): 67 مستفيد.
النشاطات الاجتماعية:
- السكن:

- 400 سكن تم توزيعها على مستحقيها سنة 2014 و2015
- 570 سكن اجتماعي إيجاري في طور الإنجاز.
- 50 سكن ترقوي مدعم + 50 سكن وكالة عدل (تم اختيار الأرضية).
- ما يقارب 200 سكن ريفي سنويا.
- التعمير والبناء:

- تسليم ما يقارب 1500 رخصة بناء (سكنات عائلية + سكن ريفي) من سنة 2008 إلى غاية 2016.
- تهيئة الأحياء التالية والمنتهية بها الأشغال: حي المستقبل، حي بن بوالعيد.
- تهيئة الأحياء والتي انتهت بها الأشغال: الحي القديم الضلعة مركز الضلعة الغربية والشرقية، حي الهواء الطلق، تهيئة منطقة النشاطات، تهيئة مساحات خضراء بوسط المدينة، التحصيص الاجتماعي 246 قطعة.
- التربية والتعليم:

- الثانوية (ثانوية واحدة)، المتوسطة (ثلاث متوسطات + واحدة انتهت بها الاشغال)، المدارس الابتدائية
(سبعة مدارس ابتدائية بالريف، وخمسة بالمنطقة الحضرية).
- التكوين المهني:

- ملحقة واحدة للتكوين المهني باسم الشهيد: بوحفص بوحفص وهي مرشحة أن ترقى إلى مركز.
- التعليم العالي: ...................... لاشـــيء ............................
- الصحة:

- عيادة واحدة متعددة الخدمات + عيادة متعددة الخدمات في طور الإنجاز.
- 01 قاعة للعلاج الضلعة مركز.
- 05 قاعة للعلاج بالمشاتي.
- النشاط الاجتماعي:

- المنحة الجزافية للتضامن AFS: 730 مستفيد.
- منحة الإدماج الاجتماعي (DAIS AX IAIG) منحة الأنشطة ذات المنفعة العامة: 312 مستفيد.
- منحة الإدماج الاجتماعي (DAIS): 90 مستفيد.
- الشباب والرياضة:

دار الشباب: انجزت.
قاعة متعددة النشاطات: موجودة مع نقص التجهيز.
مركز ثقافي: دار الشباب دريسي فرجات بطريق مسكيانة
المنشآت الرياضية: مركب جواري + ملعب بلدي تم برمجة العشب الاصطناعي به سنة 2015 والاشغال بدأت.
- الشؤون الدينية والأوقاف:

مساجد منجزة: 02 مساجد بالوسط الحضري + 01 بمشتة رأس الزبار.
مساجد في طور الإنجاز: مسجد 01 بمشتة الرمايدية + مسجد 01 بمشتة الرقادة.
مشاريع جديدة: مسجد بالرفراف + مسجد بالوسط الحضري.
المدارس القرآنية: مدرسة واحدة (01) بالوسط الحضري.
الزوايا القديمة والحديثة: ................ لاشـــيء .......................
- الحماية المدنية:

عدد الوحدات: وحدة واحدة (01) انتهت بها الأشغال وانطلق العمل بها.
سيارة الإسعاف: .......................... 02 ............................
الشاحنات: .............................. 01 ............................
عدد أعوان التدخل: ...................... أكثر من 15 عون ...............
عدد الأطباء: ............................ لاشـــيء ............................
النشاطات الاقتصادية:
الفلاحة:
الاستغلال الفلاحي للأراضي: 15950هـ أراضي بور 807 هـ منها للخواص حوالي 600 هـ
أنواع الزراعات: الحبوب + الخضروات + الأشجار المثمرة.
المنتوج الفلاحي: إنتاج حيواني (الحليب، اللحوم الحمراء، الدواجن) + إنتاج نباتي (الخضروات، الحبوب)
تربية الحيوانات: الأغنام والأبقار والماعز.
الغابات:
مساحة الغابات: المساحة الاجمالية 4211 هكتار مقسمة كما يلي:
-غابة البلدية: 3364 هكتار.
-غابة فجيجات: 847 هكتار.
أنواع الأشجار: الصنوبر الحلبي .
الحياة النباتية والحيوانية: النباتات متمثلة في: الصنوبر الحلبي ، البلوط الأخضر ، البطوم، الرتم، الإكليل، الحلفاء ، الديس، الشيح بالإضافة إلى الأعشاب الطبية.
أما الحيوانات متمثلة في: الذئاب ، القنافذ ، السلاحف ، الخنازير البرية، الأرانب البرية، الحجل ، الضباع بالإضافة إلى مختلف الطيور.
الدروب والمسالك: (FC) غابة البلدية 17 كلم وكذا (FED) غابة فجيجات 18 كلم.
نقاط المياه: غابة البلدية (الرفراف، رأس الزبار)، غابة فجيجات لا توجد نقاط مياه.
البيئة:
مكان التفريغ: طريق الشريعة على بعد 1.5كلم.
الكمية النظرية للمفرغة طن/اليوم: ما يقارب 1.5 طن.
المشاريع الجديدة:اقتراح مفرغة إنشاء مفرغة عمومية بقابل لفجيجات (الدراسة موجودة).
الري:
التزويد بالمياه الصالحة للشرب والتغطية: نسبة الربط 90%.
البريـد وتكنولوجيات الإعـلام والاتصال: وكالة بريدية غير كافية بالوسط الحضري بالإضافة إلـى وجود وكالة بريدية برأس الزبار غير مستغلة.
شبكة الطرق: 80 %
طرق وطنية وولائية: طريق وطني رقم 88 مسافة 24 كلم
طريق ولائي 5 كلم (1أ)
النقل:
عدد المركبات: الخواص (07 حافلات للخواص + 12 سيارات الأجرة + 06 حافلات للنقل المدرسي)
العقار:أراضي تابعة لأملاك الدولة (المنطقة الحضارية PDAU) وأراضي ريفية (مستثمرات فلاحية)
الطاقة والمناجم: الكهرباء والغاز نسبة الربط بالمنطقة الحضارية 98% أما الكهرباء الريفية نسبة الربط 60%.
الأشغال العمومية: دار صيانة الطرقات + انتظار بناء وانجاز قسم فرعي للأشغال العمومية.
المؤسسات الصغيرة والمتوسطة والحرف التقليدية: (الموجودة على مستوى إقليم البلدية مع ذكر نوع الحرف التقليدية الموجودة): مؤسسات صغيرة لإنتاج مواد البناء.
المؤسسات الصغيرة والمتوسطة والحرف التقليدية: ................ لاشـــيء ............
التجارة:
الصناعة: ............................... لاشـــيء ............................
الحرف: .................................. لاشـــيء ............................
تجارة بالجملة: ........................... لاشـــيء ............................
تجارة بالتجزئة: ......................... لاشـــيء ............................
تجارة الاستيراد: .......................... لاشـــيء ...........................
الخدمات: محطة نفطال بالضلعة + محطة جديدة بمشتة الرقادة + تعاونية الحبوب، مشتلة لرأس الضلعة + مركز لتربية الفحول.
السياحة والصناعة التقليدية:
الجمعيات السياحية: ...................... لاشـــيء ............................
الوكالات السياحية: ...................... لاشـــيء ............................
مناطق للتوسع السياحي (ZET) الموجودة والمقترحة (تسمية المكان): رأس الضلعة.
مؤسسات الإيواء: ......................... لاشـــيء ............................
الفنادق الموجودة والمقترحة للتصنيف: ....... لاشـــيء ............................
الوكالات السياحية الموجودة: .................../................
مؤهلات سياحية موجودة بالبلدية مع ذكرها ومكان وقوعها على مستوى إقليم البلدية:
غابة رأس الضلعة، المنطقة الأثرية بالضلعة مركز.
أماكن تاريخية وثورات إقليمية تمت على مستوى البلدية: قابل بوتخمة (معركة ختالة).
الكهوف والمغارات: المدينة الأثرية بالضلعة مركز.
الثقافة:
المراكز الثقافية: دار الشباب بطريق مسكيانة مسماة باسم الشهيد: دريسي فرحات
المسرح: ................................ لاشـــيء ............................
قاعات السينما: ........................ لاشـــيء ............................
الجمعيات: 33 جمعية محلية + 01 جمعية ولائية.
المكتبات: مكتبة واحدة بلدية عمومية.
المهرجانات والاحتفالات والتظاهرات: ....... لاشـــيء ............................
أنواع الجمعيات:
الجمعيات المتواجدة على مستوى إقليم البلدية هي:
- الجمعيات المهنية، الجمعيات الدينية، الجمعيات الرياضية والتربية البدنية، جمعية الفن والثقافة، جمعية أولياء التلاميذ، جمعية الأحياء والقرى والمناطق الريفية، جمعية البيئة والوسط المعيشي،
جمعية المعوقين وغير المؤهلين، جمعية الشباب والطفولة.

## المساحة
تقدر مساحة بلدية الضلعة بـ 202 كلم2 أي ما يعادل 20200 هكتار .

## التضاريس والمناخ
تمتاز المنطقة بمناخ قاري، بارد وممطر شتاء، حار وجاف صيفا، حيث يقدر المتوسط الشتوي لنزول الأمطار بـ 250 0 إلى 350 0 كما أن معدل الحرارة يتراوح ما بين 18 0 إلى 40 0 صيفا ومن الدرجة 0 إلى 18 0 شتاء الشيء الذي يبين جليا التقلبات الجوية (طقس غير معتدل ) حيث يسيطر عاملي الجليد والرياح الغربية على بعض المنتوجات الزراعية .

## السكان
يغلب على المنطقة الطابع الريفي ويظهر هذا من توزيع السكان حيث أن النسبة الكبيرة تتوزع على الأرياف لعامل الفلاحة، ويبين ذلك في الإحصائيات الموالية والتي أخذت حسب التعداد العام للسكن والسكان سنة 1998 .
عدد سكان المنطقة الحضرية بالضلعة مركز إلى غاية 31/06/2014 يساوي 7785 نسمة

## الفلاحة
تعتبر البلدية منطقة رعوية فلاحية بحكم عدة عوامل ويعتمد سكانها في معيشتهم على الإنتاج الحيواني والنباتي، خاصة المحاصيل الشتوية – الخضر – وفي هذا القطاع تضم البلدية عدد لا يستهان به من الفلاحين موزعين على مساحة 15950 هكتار .

## المساحة مقسمة على النحو الآتي
- مساحة الزراعة : 15950 . مساحة أراضي بور 807 هكتار .
- الغابات : 2077 هكتار
- المـراعي : 268 هكتار
- العمــران : 189 هكتار (المحيط العمراني للضلعة مركز مساحته 324 هكتار،90ارن 84 سنتيار)
- عدد الفلاحين : 600 فلاح